# WV23
WV23 es una tumba egipcia situada en el lado Oeste de la necrópolis popularmente conocida como Valle de los Reyes cerca de la moderna ciudad de Luxor. Supuestamente su ocupante debía de ser el penúltimo (para algunos es considerado el último) monarca de la dinastía XVIII, el anciano rey Ay, pero la momia de este último jamás ha sido encontrada y tal vez fue destruida por órdenes de su sucesor, Horemheb ya que al ser descubierta en 1816 solo se encontró el sarcófago de Ay reducido a pedazos.

## Situación
La tumba de Ay es una de las pocas ubicadas en el Valle de los Monos o Valle Occidental, un gran desfiladero paralelo al Valle de los Reyes o Valle Oriental [cita requerida]. Amenhotep III fue el primer faraón en hacerse enterrar en este lugar, quizás para despistar a los ladrones, y tras él también así lo dispuso Ajenatón antes de marcharse a Tell el-Amarna. Según se cree, la construcción de WV23 no data de tiempos de Ay, sino de Tutankamón, así que es lógico que estuviera situada en este lugar, siguiendo los pasos de su padre y de su abuelo.
WV23 está en el extremo sur del Valle de los Monos, muy alejada de WV22 e inmediata vecina de las otras dos tumbas de esta necrópolis, WV24 y WV25. Su perfil es claramente el de una tumba real, y su estilo de construcción parece alinearse más con el de las futuras tumbas ramésidas que con el resto de los sepulcros utilizados por la dinastía XVIII. Así, como en el caso de la gran mayoría de las tumbas reales de las dinastías XIX y XX, WV23 tiene un eje recto y carece de pozo funerario. La tumba en sí es pequeña, de forma muy esquematizada y modesta en todos los sentidos. Al igual que la inacabada WV25, presenta corredores más anchos de lo común, mientras que la cámara sepulcral está notablemente desviada a la derecha respecto al eje principal –no existe simetría axial–.
La tumba cuenta con las escaleras de entrada típicas de una tumba de la dinastía XVIII (A) y dos corredores en rampa descendente (B y D) con una escalera más entre ambos (C). Seguidamente hallamos la antecámara o cámara «del pozo» (E), que cumple con las funciones del típico pozo funerario pese a no existir tal estructura, y finalmente la cámara sepulcral o cripta (J). Ésta a su vez consta de una cámara anexa a ella (Ja), situada en el eje del enterramiento, y de mayores proporciones incluso a la cámara E.

## Decoración
El parecido del programa decorativo de la tumba de Ay con la de Tutankamón (KV62) es un hecho, llegando a la conclusión de que los pintores de ambos sepulcros fueron los mismos y separados por un corto espacio de tiempo. Hay algunas escenas que llegan a ser prácticamente idénticas, y el estilo post-amárnico tan particular de las figuras es una seña de identidad de ambos lugares. Esto dio pie a pensar, y no sin razón, que quizás WV23 fuera en un principio destinada a Tutankamón, y que Ay la usurpó al ascender al trono. El enterramiento del joven rey fue enviado de vuelta al Valle de los Reyes Oriental, a una tumba claramente no destinada a un faraón y que se corresponde en dimensiones y formas a otros sepulcros de la misma época y de lugar muy próximo.
El estado de conservación de los frescos no es muy bueno. La única estancia que llegó a ser pintada fue la cámara sepulcral, y en ella muchas escenas se han perdido. No solo por el paso del tiempo han sufrido las pocas pinturas de WV23, sino también por la mano del hombre: las representaciones de Ay fueron destrozadas durante la antigüedad, debido a la persecución que sufrió tras su muerte. Sólo se salvaron dos escenas en las que aparece el monarca como ka, debido seguramente al respeto que tenían los egipcios por estas representaciones.
Si analizamos la decoración de la cámara J, podemos observar parte del Libro de los Muertos, y la primera hora del Libro del Amduat junto a imágenes de otras horas, como la quinta o la sexta. Son particularmente célebres las coloridas imágenes de unos babuinos, que dieron el nombre vulgar a la necrópolis entera (Valle de los Monos). También existen escenas del difunto acompañados de dioses como Osiris, Neftis, Hathor, Nut, y los cuatro hijos de Horus, que aparecen por primera vez representados en una tumba real.
No obstante, quizás el motivo decorativo más interesante de la tumba, por encima de los monos antes mencionados, es el de una vívida escena de caza en los pantanos, en los que aparece Ay acompañado por su gran esposa real, Tey, cazando patos y arponeando hipopótamos. WV23 es la única tumba de un soberano del Valle de los Reyes y del Valle de los Monos que posee motivos de caza, un tema muy frecuente en las tumbas de nobles y altos funcionarios.

## Excavación
La tumba de Ay fue descubierta en 1816 por Giovanni Battista Belzoni, casi de casualidad, cuando trabajaba para Henry Salt. El principal objeto que sacó a la luz fue el sarcófago de piedra, roto en varios fragmentos, y que en la actualidad vuelve a estar en la tumba, tras haber sufrido una profunda restauración. Posteriormente, el lugar sería visitado por Lepsius, Wilkinson, Burton o Carter, pero no sería hasta 1972 que se produciría una labor de excavación, limpieza y datación en toda regla.
Esta última expedición estuvo comandada por Otto Schaden, dirigido por la Universidad de Minnesota. Su celo permitió hallar fragmentos del ajuar funerario de Ay, como trozos de estatuillas de madera de dioses e incluso algunos restos humanos y de cerámica, fechados en época más tardía.

## La momia real
El nombre de Ay es uno de los pocos que integran la lista de faraones del Imperio Nuevo cuya momia no ha sido hallada en ninguno de los escondites conocidos. Es poco probable que su cadáver fuera destruido durante la violación de su tumba, y se suele pensar que entró a formar parte de un tercer escondite, hoy ya destruido o que bien podría estar aún por descubrir.
Los principales fundamentos a la teoría de un tercer escondite se basan en el hallazgo de restos de objetos funerarios con el nombre de Ay en una tumba del Valle de los Reyes –muy alejada y sin ningún otro nexo posible con WV23–, KV58. Al ser este lugar un enterramiento satélite de KV57, la tumba de Horemheb, se piensa que quizás hubo o hay un tercer escondite con más momias reales que fueron preparadas en KV58. Esta insigne lista estaría encabezada por los grandes ausentes, como son los propios Ay y Horemheb, además de la viuda de Tutanjamón, Anjesenamón, cuyo nombre también se halló en KV58. 